# Samodzielny pododdział
Samodzielny pododdział (batalion, kompania) – jednostka wojskowa mniejsza niż pułk, o stałej strukturze organizacyjnej, samodzielna pod względem gospodarczym i administracyjnym, mająca osobowość prawną, nadany numer i posiadająca własną pieczęć herbową.